# Радиге, Реймон

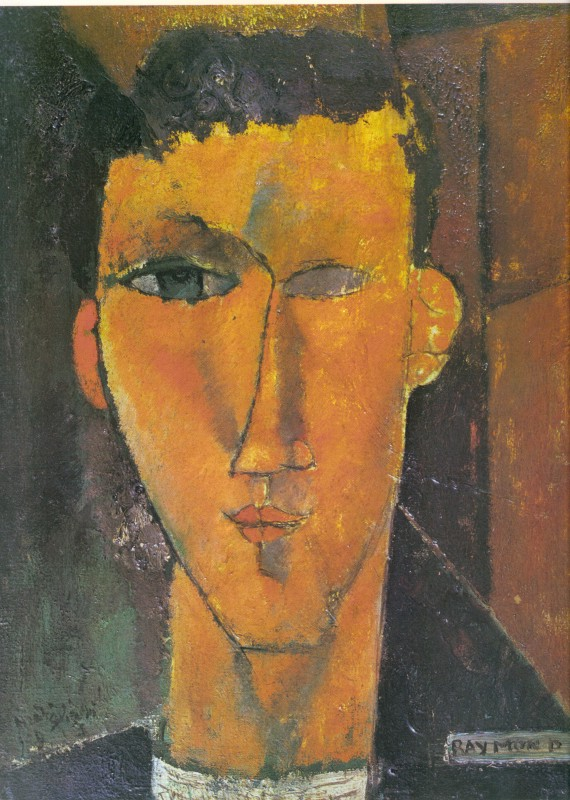
Амедео Модильяни. Портрет Реймона Радиге, 1915

Реймон (Раймон) Радиге (фр. Raymond Radiguet, 18 июня 1903 — 12 декабря 1923, Париж) — французский писатель, поэт и журналист, автор романа «Дьявол во плоти».

## Биография
Реймон Радиге родился в пригороде Парижа Сен-Мор-де-Фоссе. В 1917 году переехал в город. Вскоре после этого оставил учёбу в лицее (Lycée Charlemagne), чтобы посвятить себя журналистике и литературе. Он ассоциировал себя с кружком модернистов: Пабло Пикассо, Максом Жакобом, Жаном Гюго, Хуаном Грисом и особенно Жаном Кокто, который был для Радиге наставником.
В парижских литературных кругах Радиге носил прозвище Monsieur Bébé (Месье Малыш). Эрнест Хемингуэй в гл. 7 эссе «Смерть после полудня» приводит слова Жана Кокто о нём:  «Bébé est vicieuse — il aime les fem», т. е. «Малыш порочен — он любит женщин» (точнее: «Малыш — извращенка…», поскольку фр. слово vicíense представляет собой женский род от vicieux — порочный, развратный, с извращенным вкусом). И отмечает, что Радиге извлекал из своей сексуальности выгоду для карьеры: «Это был юный француз-писатель, который умел строить карьеру не только перьевой ручкой, но и собственным карандашиком, буде позволено так выразиться» («who knew how to make his career not only with his pen but with his pencil»).
Радиге умер в Париже в возрасте 20 лет от тифозной лихорадки, которой страдал после поездки, совершённой вместе с Кокто. Франсис Пуленк отреагировал на его смерть следующими словами: «В течение двух дней я был не в состоянии что-либо делать, настолько был поражён». Похороны Радиге организовала Коко Шанель. Церковь была переполнена, в числе прочих пришло много известных людей эпохи, в частности Пикассо. Для всех смерть Радиге была шоком. Жан Кокто не мог прийти в себя несколько недель и был так убит горем, что даже не смог присутствовать на похоронах (по воспоминаниям Нины Хэмметт).

## Литературное творчество
Радиге написал два романа, несколько сборников поэзии и пьесу.
В 1923 году Радиге опубликовал свой первый и самый знаменитый роман «Дьявол во плоти» (фр. Le Diable au corps). Это история о молодой замужней женщине, которая изменяла своему мужу-солдату, пока тот был на фронте, причём её любовником был шестнадцатилетний школьник. Радиге написал роман в 16 лет. Хотя автор отрицал это, впоследствии выяснилось, что произведение во многом автобиографично. 
Его второй роман, Le bal du Comte d’Orgel («Бал графа д’Оржеля»), также посвящённый теме супружеской измены, вышел в свет после смерти писателя — в 1924 году.

## Список произведений
- Les Joues en feu (1920) — поэзия
- Devoirs de vacances (1921) — поэзия
- Les Pelican (1921) — драма
- Le Diable au corps (1923) — роман
- Le Bal du comte d’Orgel (1924) — роман
- Oeuvres completes (1952)
- Regle du jeu (1957)
- Vers Libres et Jeux Innocents, Le Livre a Venir  (1988)

## Экранизации
- Дьявол во плоти / Diavolo in corpo  (1947) — экранизация одноимённого романа
- Бал графа д’Оржеля / Le bal du comte d’Orgel  (1970) — экранизация одноимённого романа
- Дьявол во плоти / Diavolo in corpo  (1986) — ремейк классического французского фильма 1947 года[7]